# Џабла
Џабла (арап. جبلة) обалски је град у Сирији, у покрајини Латакија. Број становника, према проценама из 2008. године, износио је 80.000 становника.
У самоубилачком нападу на градску болницу 28. маја 2016. године погинуло је више од 150 људи саопштила је Светска здравствена организација.